# Martin Motor Wagon Company
Martin Motor Wagon Company war ein US-amerikanischer Hersteller von Automobilen.

## Unternehmensgeschichte
Das Unternehmen wurde 1898 in Buffalo im US-Staat New York gegründet. Es kaufte einen Motor von Charles Brady King zu Studienzwecken. Gegen Ende desselben Jahres begann die Produktion von Automobilen. Der Markenname lautete Martin. Konstrukteur der Fahrzeuge war A. J. Martin. 1900 endete die Produktion.
Es gab keine Verbindungen zu Martin und zur Martin Carriage Works, die ebenfalls Personenkraftwagen als Martin anboten.

## Fahrzeuge
Die Fahrzeuge hatten einen Ottomotor. Sie waren als Wagonette karosseriert.